# Melolobium microphyllum
Melolobium microphyllum es una especie de planta floral del género Melolobium, tribu Genisteae, familia Fabaceae.

## Distribución
Se distribuye por Botsuana, provincias del Cabo, KwaZulu-Natal, Lesoto y Namibia.

## Taxonomía
Fue descrita por (L.f.) Eckl. & Zeyh. y publicada en Enumeratio Plantarum Africae Australis 189 (1836).